# گروه پرایسلاین
گروه پرایسلاین (انگلیسی: The Priceline Group) شرکتی مستقر در ایالات متحده آمریکا است که مالک و بهره‌بردار چندین جمع‌آوری کننده بلیطهای مسافرتی و متاجستجوگر بلیط‌های مسافرتی از جمله Booking.com, Priceline.com, Agoda.com, Kayak.com, Cheapflights, Rentalcars.com, Momondo, و OpenTable است. این گروه از وبسایت‌هایی به ۴۰ زبان و در بیش از ۲۰۰ کشور بهره‌برداری می‌کند.